# Podrobiona moneta
Podrobiona moneta (gr. Ιστορία μιας κάλπικης λίρας, trb. Istoria mias kalpikis liras) – grecki komediodramat z 1955 roku w reżyserii Yorgosa Javellasa. Zdjęcia kręcono w Atenach.

## Fabuła
Film składa się z czterech opowieści, które łączy złota moneta wykona przez grawera uwiedzionego przez młodą wdowę. Uczciwy, religijny złotnik i grawer, Anargyros Loumbardopoulos (Vassilis Logothetidis), inwestuje swoje pieniądze w złote monety, szczególnie brytyjskie suwereny, kupione od przyjaciela, bankiera. Po odłożeniu 100 suwerenów bankier sugeruje aby Anargyros wykonał fałszywe monety, ale ten zdecydowanie odmawia. Przyjaciel przedstawia złotnikowi młodą wdowę Fifi (Ilya Livykou), która wykorzystując swój seksapil przełamuje jego opór. Anargyros wydaje wszystkie 100 suwereny, by kupić sprzęt do bicia monet. W końcu trio produkuje swoją pierwszą fałszywą monetę, ale złotnik ma trudności z oszukiwaniem ludzi. Kiedy pracownik banku zostaje aresztowany, Anargyros wpada w panikę, pozbywa się całego sprzętu i zrywa z Fifi. Powraca do swojej uczciwej pracy i prozy życia, pozostaje mu tylko pozbyć się fałszywej monety. Kolejno trafia w ręce pozornie ślepego żebraka i prostytutki, bogatego skąpca i biednego artysty, który właśnie ożenił się.

## Obsada
- Vasilis Logothetidis jako Anargyros Loumbardopoulos
- Ilia Livykou jako Fifi
- Mimis Fotopoulos jako Beggar
- Sperantza Vrana jako Maria
- Orestis Makris jako Vasilis Mavridis
- Maria Kalamioti jako Fanitsa
- Eli Lambeti jako Aliki
- Dimitris Horn jako Pavlos
- Lavrentis Dianellos jako Anastasis
- Nikos Fermas jako pracownik sklepu

## Odbiór
W 2005, z okazji 50. rocznicy powstania filmu, został wyświetlony podczas Antipodes Greek Film Festival w Melbourne w Australii jako klasyczny film lat 50..